# Proxy mòbil IPv6
Proxy Mobile IPv6 (o PMIPv6, o PMIP) és un protocol de gestió de mobilitat basat en xarxa estandarditzat per IETF i s'especifica a la RFC 5213. És un protocol per construir una tecnologia comuna i d'accés independent de les xarxes nuclis mòbils, que s'adapta a diverses tecnologies d'accés com ara arquitectures d'accés basades en WiMAX, 3GPP, 3GPP2 i WLAN. Proxy Mobile IPv6 és l'únic protocol de gestió de mobilitat basat en xarxa estandarditzat per IETF.

## Introducció
La gestió de la mobilitat basada en xarxa permet la mateixa funcionalitat que Mobile IP, sense cap modificació a la pila del protocol TCP/IP de l'amfitrió. Amb PMIP, l'amfitrió pot canviar el seu punt de connexió a Internet sense canviar la seva adreça IP. Contràriament a l'enfocament Mobile IP, aquesta funcionalitat és implementada per la xarxa, que s'encarrega de fer el seguiment dels moviments de l'amfitrió i d'iniciar la senyalització de mobilitat necessària en nom seu. Tanmateix, en cas que la mobilitat impliqui diferents interfícies de xarxa, l'amfitrió necessita modificacions semblants a la IP mòbil per mantenir la mateixa adreça IP a través de diferents interfícies.
L'element d'estudi "SaMOG" (S2a Mobility based on GTP) a 3GPP defineix la interacció entre el nucli de paquets mòbils i una xarxa d'accés WLAN de confiança (3GPP TR 23.852). La interfície que SaMOG defineix per a aquesta interfunció és la interfície 3GPP S2a GTP.

## Propietats clau de la tecnologia Proxy Mobile IPv6
- Basat en estàndards d'Internet obert
- No hi ha cap requisit de programari del client
- Continuïtat de l'adreça IP
- Continuïtat de sessió en itinerància dins d'un únic domini de tecnologia d'accés
- El node mòbil pot ser un client IPv4, un client IPv6 o un client de doble pila
- La xarxa de transport entre LMA (Local Mobility Anchor) i MAG (Mobile Access Gateway) pot ser IPv4 o IPv6
- El túnel entre el LMA i el MAG és un túnel compartit
- El túnel entre LMA i MAG es pot basar en GRE o IP-in-IP
- No hi ha fragmentació de paquets, ja que PMIP anuncia valors MTU ajustats al costat d'accés
- Protocol de pes extremadament lleuger, la funció MAG es pot implementar en un punt d'accés de baix cost
- Latència de lliurament mínima
- La semàntica de senyalització es basa en IPv6, però es pot activar en una xarxa IPv4
- La senyalització PMIPv6 es pot protegir mitjançant el mode de transport IPsec estàndard ESP
- Suport natural a la mobilitat del client. El LMA és un agent domèstic IPv6 mòbil
- Interfície de protocol compatible amb l'arquitectura 3GPP LTE
- Standard Protocol Glue per enllaçar dominis de tecnologia d'accés
- Participació de tota la indústria en l'estandardització
- Adoptat en arquitectures 3GPP, WiMAX i 3GPP2
- Agregació de trànsit central per cobrar, aplicació de polítiques, aplicació de LI i DPI
- Compatible amb totes les passarel·les de dades de paquets LTE 3GPP (funció LMA a la passarel·la PDN)
- A prova de futur

## Proxy Mobile IPv6: visió general de la tecnologia
L'arquitectura PMIPv6 defineix les entitats funcionals següents:
- Àncora de mobilitat local (LMA)
- Gateway d'accés mòbil (MAG)
- Node mòbil (MN)
- Node corresponsal (CN)